# Berats och Gjirokastras historiska centrum
Berats och Gjirokasters historiska centrum är ett världsarv i Albanien som omfattar de två småstäderna Berat och Gjirokastras historiska stadskärnor med arkitektur från det Osmanska rikets tidevarv. Samhällena byggdes inuti ett citadell och kännetecknas av sina tidstypiska och två våningar höga tornhus. Här finns också flera moskéer och kyrkor.
Gjirokaster skrevs in på världsarvslistan 2005 som Museistaden Gjirokastra. Världsarvskommitténs motivering lät då:
| ” | Kriterium iii: Den gamla staden Gjirokastra är ett exceptionellt vittnesbörd om ett långvarigt, och nästan försvunnet samhälle och en livsstil, påverkad av den Islamska kulturen och traditionen under den Osmanska perioden. | „ |

| ” | Kriterium iv: Den historiska staden Gjirokastra är ett sällsynt exempel på en välbevarad Osmansk stad, byggd av storbönder, omkring 1200-talscitadellet. Arkitekturen kännetecknas av byggandet av en typ av tornhus (på turkiska 'kule'), där Gjirokastra representerar en serie framstående exempel. | „ |

2008 utvidgades detta världsarv med Berat och fick då sitt nuvarande namn. En ny motivering för världsarvet skrevs som lyder:
| ” | Kriterium iii: Berat och Gjirokastra utgör ett framstående vittnesbörd om mångfalden i de urbana samhällena på Balkan, och för de långlivande livsstilar som idag nästan försvunnit. Stadsplaneringen och bostäderna i Gjirokastra är som en citadellstad byggd av stora landägare vars intressen var direkt kopplade till den centrala makten. | „ |

| ” | Kriterium iv: Tillsammans, utgör de två småstäderna Gjirokastra och Berat ett framstående vittnesbörd om olika typer av monument och inhemska urbana bostäder under den klassiska osmanska perioden, i kontinuitet med de olika Medeltidskulturerna som föregick den, och i ett tillstånd av fredlig samexistens med en stor kristen minoritet, särskilt i Berat. | „ |

## Berat
Berat är en stad i mellersta Albanien, som ursprungligen var en illyrisk bosättning. Staden grundades under namnet Antipatrea på 300-talet f.Kr och blev en fästning för den illyriska stammen dasaretes. Stadsbilden domineras av den medeltida fästningen, och det finns flera välbevarade stadsdelar från 1700- och 1800-talen. De historika monument som finns kvar är många, även moskéer från olika epoker och åtta mycket gamla stenbroar. Berat förklarades som museistad 1961.

## Gjirokastër
Gjirokastër är en uråldrig stad med spår efter mänsklig bosättning från 000-talet f.Kr. Ruinstaden Antigonia ligger inom stadens gräns. Stadens namn kommer från den illyriska stammen Argyres eller från det grekiska namnet för silver; under antiken var staden känd på grekiska som Argyropolis ("Silverstaden") eller Argyrokastron ("Silverslottet"). På modern grekiska kallas staden Argyrókastro, varav dess nutida namn, på albanska Gjirokastër eller Gjirokastra.
Staden var en del i Epirus på 1300-talet innan den togs över av Osmanska imperiet år 1417. Gjirokastër intogs år 1811 av den albanske paschan Ali Pasha av Tepelenë, som grundade sitt eget halv-autonoma område i sydvästra delen av Balkan.
Många hus i Gjirokastër har en starkt lokal prägel som har gett staden dess benämning "stenstaden", då de flesta äldre hus har tak täckta med sten.
De historiska monumenten innefattar ett par moskéer och venetianska kyrkor från 1800-talet, vilka har genomgått renoveringar under 1990-talet. Ett slott från medeltiden står fortfarande kvar vid bergssidan som vetter mot staden. Slottet dominerar stadsbilden och nämns tidigast i ett historiskt register 1336. Gjirokastër har även en gammal basar, som ursprungligen byggdes på 1600-talet, men har återuppbyggts på 1800-talet efter att den brunnit ned. Det finns fler än 200 bostadshus bevarade som kulturmonument i Gjirokaster idag.